# Melanotaenia angfa
Melanotaenia angfa é uma espécie de peixe da família Melanotaeniidae.
É endémica da Nova Guiné Ocidental na Indonésia.